# Serdak

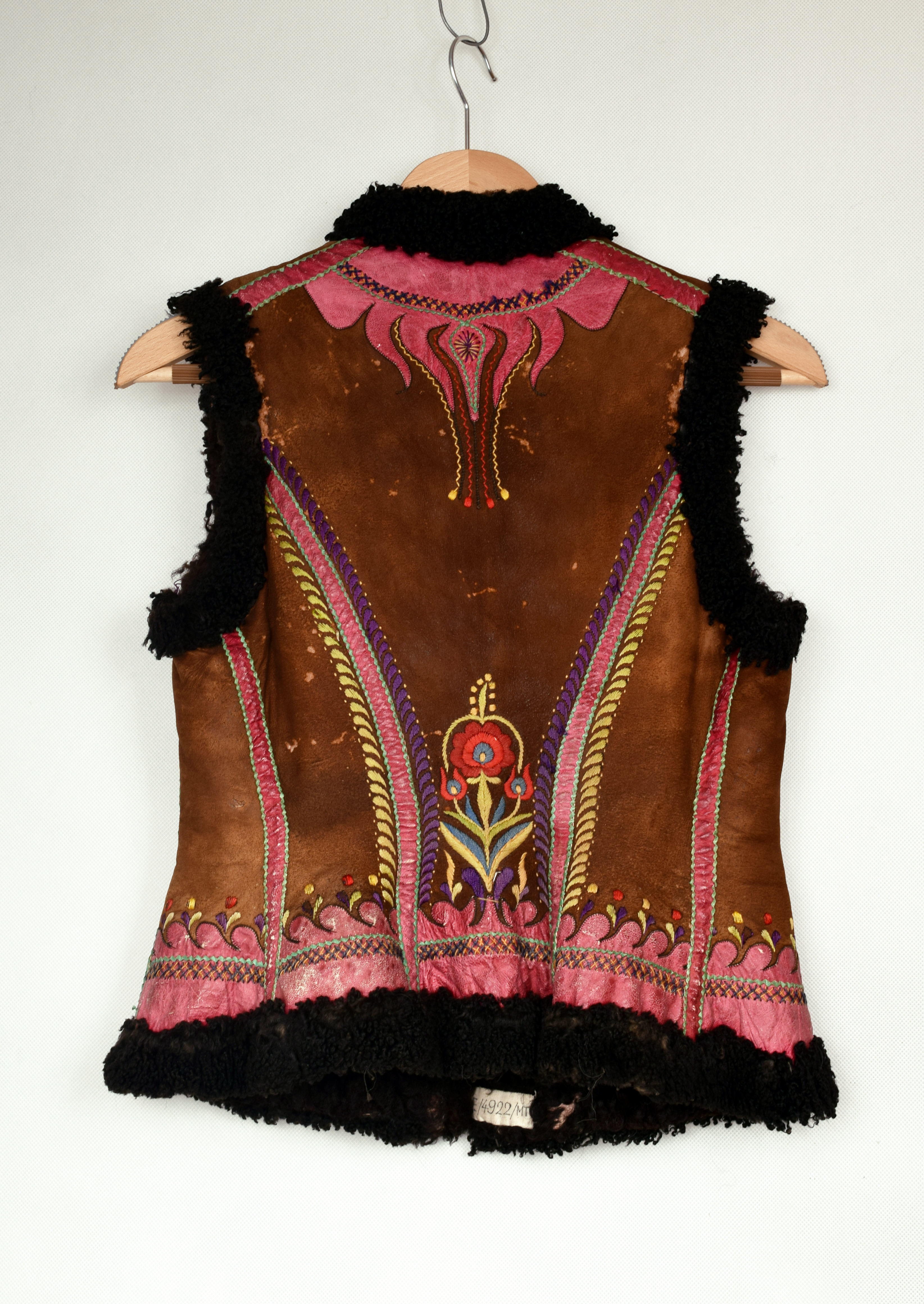
Tył serdaka

Serdak – element ubioru, ciepła kamizelka ze skóry (kożucha) lub wełny sięgająca pasa, będąca częścią wielu strojów tradycyjnych.

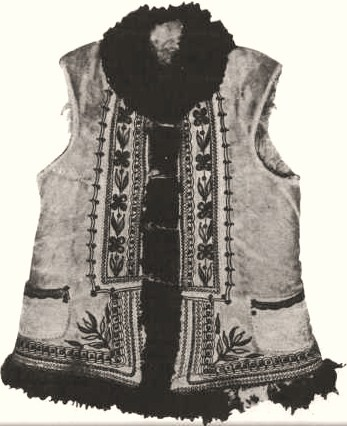
Przód serdaka
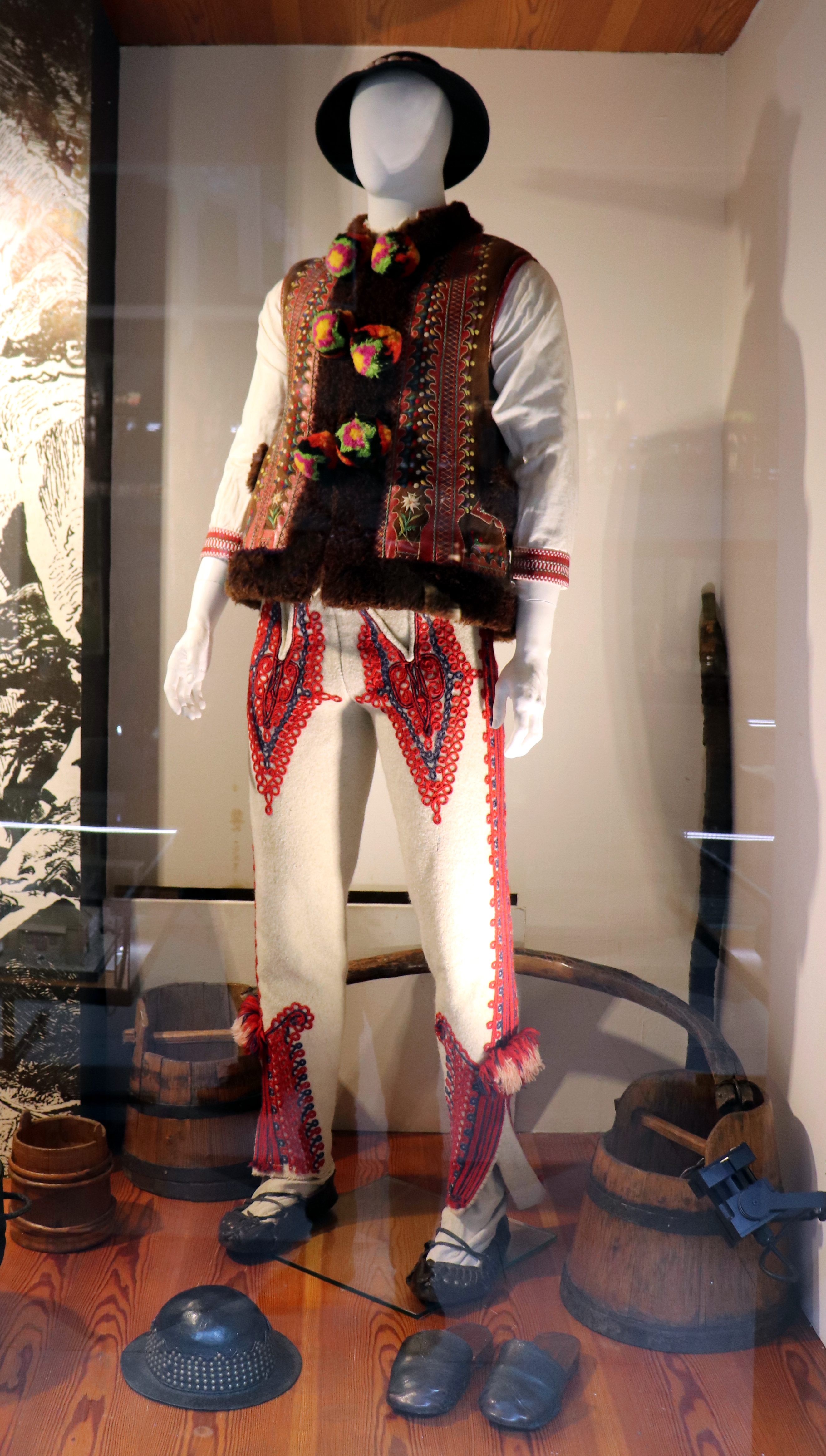
Serdak, część stroju tradycyjnego